# 世界撞球總會
（縮寫：WCBS），又称世界檯球運動聯盟，是一個國際性體育組織，涵蓋各種撞球項目，包括開侖、花式撞球和司諾克。它也是國際奧林匹克委員會、國際單項運動總會聯合會、國際世界運動總會和大英國協運動會協會的會員。
1998年成为国际奥林匹克委员会正式会员。

## 角色
世界撞球總會的目標是讓撞球成為各區域或世界綜合性賽事的項目。最終目標是讓撞球成為奧運項目。世界撞球總會係由四個獨立運作的次級組織共同組成，包括主導開侖撞球的世界撞球聯盟（UMB），主導花式撞球的世界花式撞球協會（WPA），主導斯諾克撞球的世界職業撞球暨斯諾克協會（WPBSA）及其對應的業餘組織國際撞球暨斯諾克協會（IBSF）。世界撞球總會並未主導各種撞球運動規則的制定，也不舉辦比賽，而是將其交給上述次級組織運作。

## 外部連結
- 世界撞球總會 （页面存档备份，存于）

1. ↑  金牌光芒下的黑暗——台灣撞球選手運動生涯之不確定性 https://tpl.ncl.edu.tw/NclService/pdfdownload?filePath=lV8OirTfsslWcCxIpLbUfhQHstx_oOBLDAWm_fMSpTH9aKZ7AfMnE2ZOK73_3WTa&imgType=Bn5sH4BGpJw=&key=PHlhwElhVoS2_VKof2cm3kIyqFI0gjBw3lcch6zvUlceVVU9OyINO4qBZJhLTxWd&xmlId=0006628018 （页面存档备份，存于）